# ПОБ (міна)
ПОБ (рос. ПОБ "Пилка", Противопехотный осколочный боеприпас) - російська протипіхотна вистрибуюча осколкова міна кругового ураження. Натяжної дії або керована. Створена у  ФГУП «НИИИ», м. Балашиха. Прийнята на озброєння армією Росії у 2005 році для заміни міни ОЗМ-72.
Також за НІОКР "Пилка" були розроблені боєприпаси ПОМ-3 та інженерний боєприпас МИБ (рос. многоцелевой инженерный боеприпас).
Відповідно до Оттавської конвенції використання подібних боєприпасів заборонене.

## Будова міни
Пластиковий корпус міни має збоку порожнистий прилив, де є викидний заряд. Зверху прилива є капсуль-запальник та пороховий заряд. 
Бойову частину втримує втулка у дні пластикового корпуса. Втулка одночасно є корпусом викидного механізму, в середині є ударник і капсуль-запалювач. Для утримання ударника всередині намотаний дріт, зафіксований у частині втулки, що лишається на дні стакана. При польоті міни дріт розмотується.
В центральній пластиковій втулці є детонатор (КД-8), від нього вгору та вниз ідуть детонуючі шнури до проміжних детонаторів на краях втулки. Сам детонатор екранований залізною втулкою, для унеможливлення попередньої детонації. 
Навколо центральної втулки є вибухова речовина. 
Вражуючі елементи зроблені у формі дисків з вирізаними "зубами", набраними в пакет. Всередині пакету є товсті кільця для рівномірного розльоту уламків.
На верхній кришці встановлено бульбашковий рівень.
Загалом міна дуже нагадує американську міну M2A4.

## Маркування
Маркування наноситься чорною фарбою на стакан і містить такі відомості:
| ПОБ            | шифр міни                                |
| 580-РФ-01-X-07 | номер партії - країна - рік виготовлення |
| ПРАКТИЧЕСКАЯ   | лише на учбових макетах                  |

## Технічні характеристики
- Маса: 2,3 кг[4]
- Маса заряду вибухової речовини: 0,51 кг
- Габаритні розміри (в/ш/т): 169,7 мм / 120 мм / 90 мм
- Висота підриву над поверхнею ґрунту: 0,4-0,6 м
- Радіус суцільного ураження:
  - незахищеної живої сили: не менше 25 м
  - живої сили в бронежилеті II-III класу захисту:не менше 12 м
- Підривники: НВУ-П2, підривники для ОЗМ-72
- Зусилля спрацювання: 1,5-6 кг (МУВ)
- Температурний діапазон застосування: -40 ... +50 град
- Спосіб установки: вручну
- Невилучаємість/деактивація: ні/так[5]
- Гарантійний термін зберігання: 10 років